# Felix Frede
Felix Frede (* 8. April 1994) ist ein deutscher Snookerspieler.

## Karriere
Im Oktober 2010 nahm Frede erstmals an der deutschen Meisterschaft teil und schied dort in der Vorrunde aus. Auch bei seinen beiden folgenden Teilnahmen 2011 und 2013 scheiterte er in der Vorrunde. Beim German Grand Prix, bei dem er ab 2010 regelmäßig antrat, erreichte er 2010 erstmals das Achtelfinale und 2012 zweimal das Halbfinale.
In der Saison 2012/13 trat Frede zum ersten Mal bei Turnieren der Players Tour Championship an, einer für Amateure offenen Teilserie der Main Tour; nachdem er beim Paul Hunter Classic in der ersten Qualifikationsrunde gegen den Engländer Alex Davies mit 0:4 verloren hatte, erreichte er bei den Antwerp Open 2012 die zweite Qualifikationsrunde. Bei den parallel ausgetragenen Turnieren der EBSA Qualifying Tour schied er ebenfalls früh aus. Bei der U21-Europameisterschaft 2013 erreichte er die Runde der letzten 48.
Bei der Players Tour Championship 2013/14 schied er bei den Ruhr Open 2013 und bei den Antwerp Open 2013 in der zweiten Qualifikationsrunde aus und blieb bei der EBSA Qualifying Tour sieglos. Im Frühjahr 2014 wurde Frede erstmals für die Europameisterschaft der Herren nominiert und erreichte die Runde der letzten 64, in der er dem Iren Josh Boileau unterlag.
Im November 2014 gelang Frede erstmals der Einzug in die Finalrunde der deutschen Meisterschaft, bei der er im Viertelfinale mit 1:3 gegen Jan Eisenstein verlor. Wenig später besiegte er bei den Lisbon Open unter anderem Eden Sharav und qualifizierte sich erstmals für die Hauptrunde eines PTC-Turniers, in der er sich jedoch dem Thailänder Thepchaiya Un-Nooh mit 1:4 geschlagen geben musste.
Im März 2015 erreichte Frede bei der U21-EM die Runde der letzten 64 und einen Monat später zog er bei der deutschen U21-Meisterschaft ins Finale ein, in dem er gegen Kevin Malz mit 2:4 verlor. Beim World Cup 2015 bildete er gemeinsam mit Lukas Kleckers das deutsche Team, das in der Vorrunde ausschied. Während er bei den Herreneuropameisterschaften 2015 und 2016 die Runde der letzten 64 erreichte, schied er bei der deutschen Meisterschaft 2015 in der Vorrunde aus.
Auf der PTC 2015/16 trat Frede bei fünf der sieben Turnieren an. Während er dreimal Auftaktniederlagen hinnehmen musste, erreichte er bei den Ruhr Open 2015 die dritte Qualifikationsrunde und bei den Bulgarian Open 2015 die Runde der letzten 128, in der er dem Engländer Judd Trump mit 0:4 unterlag.
Im Mai 2016 nahm Frede erstmals an der Q School teil, einem Qualifikationswettbewerb für die Profitour, musste jedoch bei beiden Turnieren (1, 2) Auftaktniederlagen hinnehmen. Wenig später erreichte er bei der 6-Red-Europameisterschaft und bei den European Snooker Open das Achtelfinale.

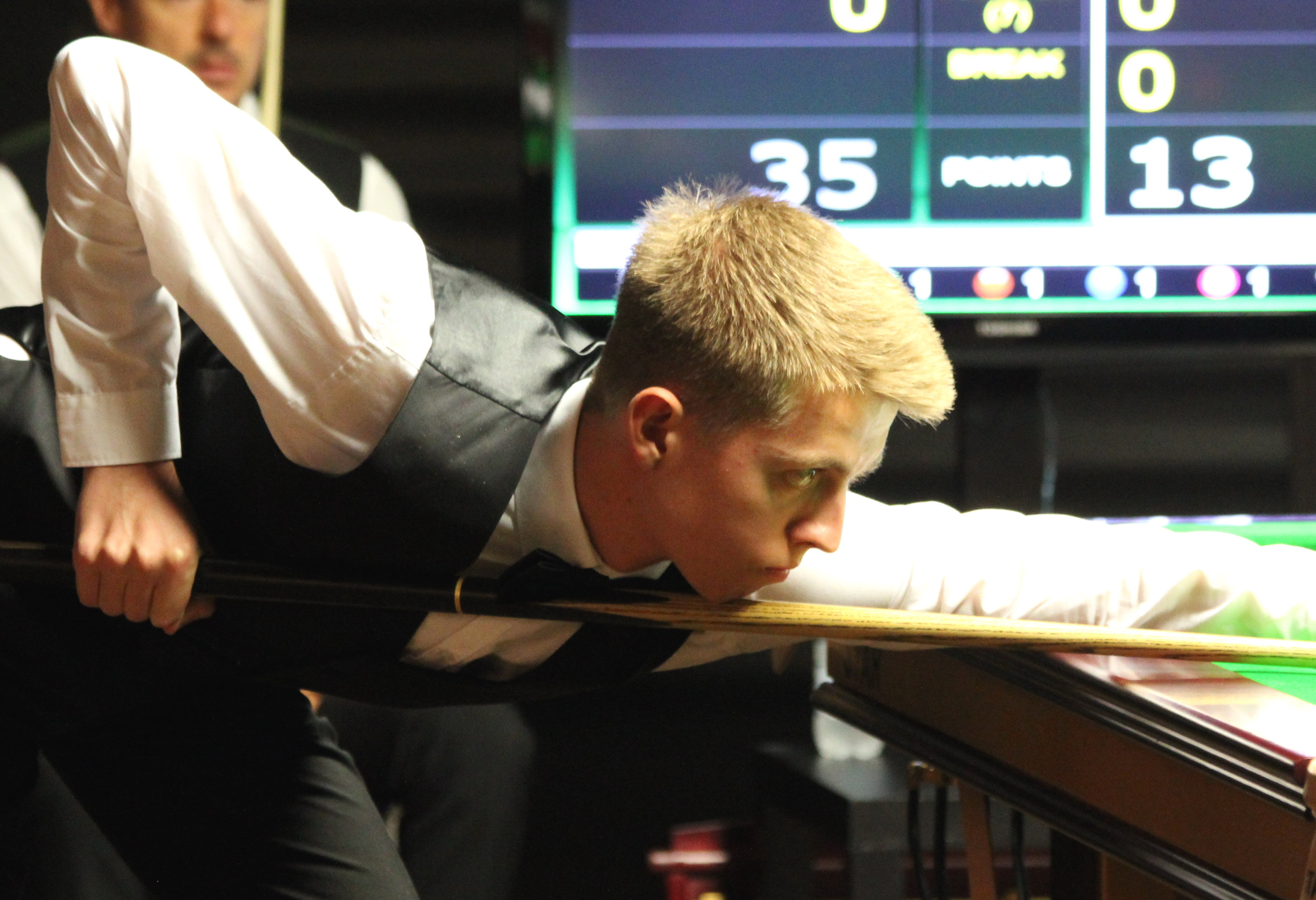
Felix Frede beim Paul Hunter Classic 2016

Nach der Abschaffung der Players Tour Championship wurden auf der Profitour 2016/17 zwei für Amateure offen Turniere ausgetragen; beim Paul Hunter Classic 2016 zog Frede zum dritten Mal in die Hauptrunde eines Pro-Am-Turniers ein und unterlag dem Engländer Michael Holt (1:4). Hingegen musste er in der Qualifikation für die Gibraltar Open 2017 eine Auftaktniederlage hinnehmen. Im Oktober 2016 erreichte Frede bei der erstmals ausgetragenen deutschen Meisterschaft in der Variante 6-Red-Snooker das Halbfinale und wenig später bei der deutschen Snookermeisterschaft das Viertelfinale. Beim German Grand Prix, bei dem er seit 2012 nicht mehr über das Viertelfinale hinausgekommen war, gelangte er 2016 zweimal ins Halbfinale. Im November 2016 nahm Frede zum ersten Mal an der Amateurweltmeisterschaft teil und erreichte die Runde der letzten 64.
Nachdem er bei der EM 2017 erstmals das Sechzehntelfinale erreicht hatte, verlor Frede wie im Vorjahr bei beiden Q-School-Turnieren (1, 2) sein Auftaktspiel. Nachdem er bei der 6-Red-EM und bei den European Snooker Open in der Runde der letzten 32 ausgeschieden war und bei der Amateur-WM in der Runde der letzten 64, erreichte er bei den deutschen Meisterschaften das Viertelfinale im 6-Red-Snooker und im Snooker erstmals das Halbfinale, in dem er mit 2:3 gegen Roman Dietzel verlor. Bei den Pro-Am-Turnieren der Profitour 2017/18 musste er eine Auftaktniederlage beim Paul Hunter Classic 2017 hinnehmen und schied bei den Gibraltar Open 2018 in der letzten Qualifikationsrunde aus. Bei der EM 2018 erreichte er die Runde der letzten 32.
Im Mai 2018 gewann Frede bei der Q School beim ersten und zweiten Turnier jeweils ein Spiel und blieb beim dritten Turnier sieglos. In der Saison 2018/19 trat Frede bei allen neun Turnieren der neu eingeführten Challenge Tour an, wobei er dreimal die Runde der letzten 32 erreichte und in der Gesamtrangliste als bester Deutsche den 49. Platz belegte. Daneben zog er im August 2018 beim Paul Hunter Classic in die Runde der letzten 128 ein, in der er dem Chinesen Zhang Jiankang knapp mit 3:4 unterlag. Bei der deutschen Meisterschaft 2018 erreichte er das Achtelfinale und beim German Grand Prix gelangte er 2018 einmal und 2019 zweimal ins Halbfinale.
Bei der Q School 2019 blieb Frede beim ersten Turnier sieglos, gewann beim zweiten Turnier ein Spiel und beim dritten zwei Spiele. Auf der Challenge Tour 2019/20 nahm er nur an einem Turnier teil und musste dort eine Auftaktniederlage hinnehmen. Bei den deutschen Meisterschaften 2019 gewann er sowohl im 6-Red-Snooker als auch im regulären Snooker die Bronzemedaille.
Im März 2022 zog Frede bei seiner zweiten Teilnahme an der Amateur-WM erstmals in die Runde der letzten 32 ein, in der er dem ehemaligen Profi Aditya Mehta mit 0:4 unterlag. Bei der Europameisterschaft, an der er zuletzt vor vier Jahren teilgenommen hatte, schied er 2022 bereits in der Gruppenphase aus. Im Juli 2022 gelangte er bei der deutschen 6-Red-Meisterschaft ins Finale, in dem er sich Richard Wienold mit 4:5 geschlagen geben musste. Im September 2022 erreichte er bei der 6-Red-Weltmeisterschaft die Runde der letzten 32, in der er dem Katarer Bashar Abdulmajeed unterlag.
Nachdem er bei der EM 2023 die Runde der letzten 64 erreicht hatte, zog Frede beim German Grand Prix, bei dem er 2021 und 2022 jeweils einmal ins Halbfinale gekommen war, im April 2023 erstmals ins Endspiel ein, in dem er sich gegen Alexander Widau mit 3:2 durchsetzte. Auch das folgende Grand-Prix-Turnier gewann Frede, diesmal besiegte er im Finale den Syrer Omar Alkojah (3:2). Im Juni 2023 erreichte er bei der deutschen 6-Red-Meisterschaft erneut das Endspiel und verlor mit 0:5 gegen Alexander Widau. Bei der Amateur-WM 2023 gelangte er in die Runde der letzten 32.
Bei der EM 2024 schied Frede in der Gruppenphase aus und beim German Grand Prix gelangte er 2023 einmal und 2024 zweimal ins Halbfinale. Nachdem er bei den deutschen Meisterschaften 2021 und 2022 im Achtelfinale ausgeschieden war, erreichte er 2023 und 2024 das Viertelfinale.

## Mannschaftskarriere
Ab der Saison 2010/11 spielte Frede beim Bundesligisten 1. DSC Hannover. Nach dem zwischenzeitlichen Abstieg in die 2. Bundesliga 2012 und dem Wiederaufstieg 2014 wurde er mit den Hannoveranern 2015 deutscher Meister. Nach drei weiteren Bundesligaspielzeiten mit dem DSC Hannover wechselte Frede zur Saison 2018/19 zum amtierenden deutschen Meister 1. SC Mayen-Koblenz. Mit den Koblenzern wurde er 2019, 2023 und 2024 deutscher Meister und 2020 sowie 2022 Vizemeister.

## Erfolge
Einzelerfolge
| Ergebnis | Jahr | Turnier                               | Finalgegner     | Endstand |
| -------- | ---- | ------------------------------------- | --------------- | -------- |
| Finalist | 2015 | Deutsche Meisterschaft (U21-Junioren) | Kevin Malz      | 2:4      |
| Finalist | 2022 | Deutsche Meisterschaft (6-Red)        | Richard Wienold | 4:5      |
| Sieger   | 2023 | German Grand Prix – Event 4           | Alexander Widau | 3:2      |
| Sieger   | 2023 | German Grand Prix – Event 5           | Omar Alkojah    | 3:2      |
| Finalist | 2023 | Deutsche Meisterschaft (6-Red)        | Alexander Widau | 0:5      |

Mannschaftserfolge
- Deutscher Meister: 2015, 2019, 2023, 2024